# 薛寶力

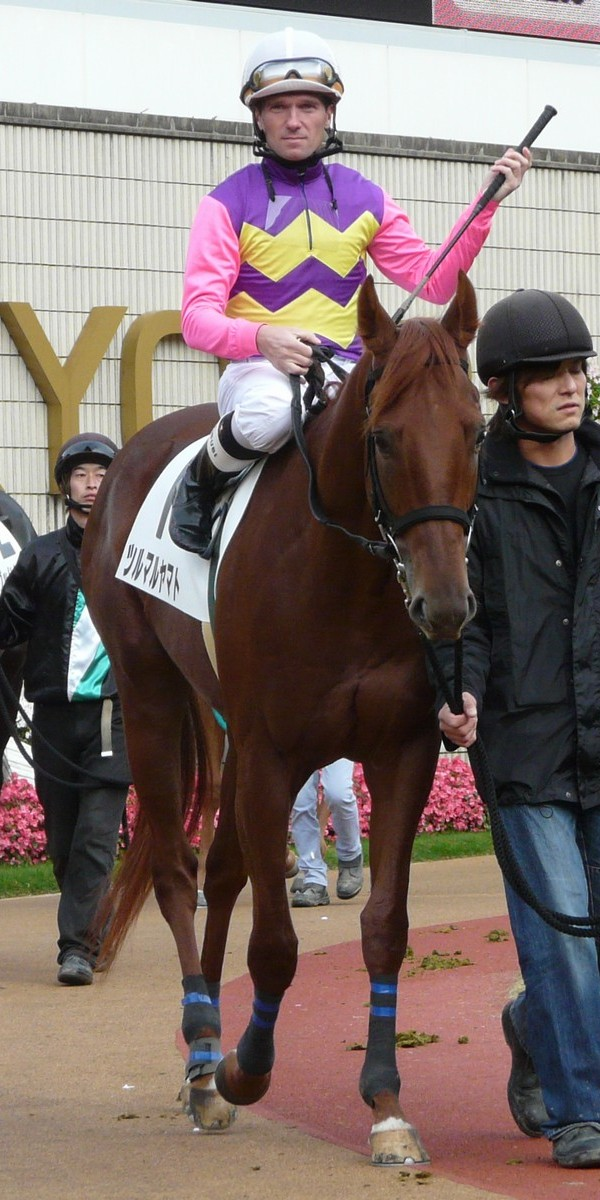
薛寶力

薛寶力（英語：Andreas Suborics；1971年8月11日—），前奧地利騎師，現時在德國擔任練馬師。

## 簡介

### 騎師時期
薛寶力是奧地利籍騎師，曾先後於2002年、2004年及2006年三度榮膺德國冠軍騎師殊榮。薛寶力在來港發展前，大部份時間均於德國策騎，並於2004年憑策騎「思樂驥」攻下德國打吡大賽冠軍。薛寶力亦曾主策「星運來」取得輝煌成績，包括於2001年贏得女皇盃、新航國際盃及雅靈頓百萬金大賽三項一級賽。
1997－1998年度馬季，薛寶力首次短期來港客串，但並未取得任何頭馬勝仗。
2001年4月22日，薛寶力於沙田馬場憑策騎「星運來」攻下國際一級賽女皇盃，並取得在港首仗的頭馬勝仗。
2001-2002年度馬季，薛寶力再度來港客串，並在2001年12月26日於沙田馬場憑策騎「贏馬豐彩」正式取得來港發展以來首仗頭馬勝仗。
2002年12月11日，薛寶力首次於跑馬地馬場上陣參與國際騎師錦標賽，並憑策騎「豐裕」赢得次關賽事。
2004年12月4日，薛寶力在日本阪神競馬場舉行的世界超級騎師大賽中，與韋達並列冠軍。
2006年12月6日，薛寶力再次於跑馬地馬場上陣參與國際騎師錦標賽，並憑策騎「幸福得寶」赢得尾關賽事。
2010年3月，薛寶力在香港一次試閘期間發生意外導致頭部受到撞擊，其後他曾因受到持續性頭部疼痛困擾而一度宣佈掛靴，並接受腦部手術。2010年12月31日，薛寶力傷癒復出，並在德國復出上陣。2011年1月2日，他更在多蒙特馬場大演「帽子戲法」，取得了三場頭馬勝仗。
2012年3月4日，薛寶力在闊別香港接近兩年後重臨香江作短期客串，並在同年3月7日於跑馬地馬場憑策騎「叫關快」取得一場頭馬勝仗。
2012年6月3日，薛寶力於沙田馬場先後憑策騎「綽力之城」、及「福智」取得兩場頭馬勝仗，加上於同日策騎「非常精」跑入第二名位置及策騎「好旺財」，「喜勝多」和「俊飛象」分別跑入第三名位置，令他奪得來港以來的首次騎師王榮譽。
2014年6月8日，薛寶力憑策騎方嘉柏馬房的「喜蓮標緻」，以21倍半冷姿態攻下香港三級賽精英盃，取得他來港發展十三年以來首個香港分級賽錦標。
2014年11月2日，薛寶力於沙田馬場策騎「捲土重來」時被拋下墮馬，幸好在送院經檢查後證實並無大礙。
2013－2014年度馬季，薛寶力取得14場頭馬勝仗，這除了是他自來港發展以來取得最多頭馬勝仗的一季外，亦令他在港累積取得的頭馬勝仗增至55場。
2015年1月21日，薛寶力於跑馬地馬場策騎「跑寶貝跑」時因坐騎著地時十分笨拙，導致他失去平衡被拋下墮馬，幸好賽後經過馬會醫生檢查後並無大礙，而且可以繼續履行當晚餘下賽事的策騎聘約。
2015年6月15日，香港賽馬會牌照委員會公布2015-2016年度馬季騎師牌照審理結果，薛寶力因成績未如理想而不獲香港賽馬會牌照委員會發出牌照，令他在2014-2015年度馬季完結後正式結束多年來在香港的策騎生涯。薛寶力離開香港後，決定返回德國繼續其策騎事業，並在翌年擔任當地練馬師Waldemar Hickst的馬房主帥。
2015至2016年度馬季後，薛寶力決定掛靴，結束多年來策騎生涯。薛寶力從騎以來，累積超過一千六百場頭馬紀錄，在世界各地如德國、法國、奧地利、意大利、美國、土耳其、新加坡、日本及香港均有頭馬進帳。2015年9月27日，薛寶力在意大利憑策騎「紅運杜拜」攻下二級賽維托里奧卡普阿錦標，成為他從騎以來贏得的最後一場級際賽。
2015年12月13日，薛寶力於浪琴表香港國際賽事客串，並即憑策騎德國代表馬匹「紅運杜拜」的香港一哩錦標，在港只得第十四名。

### 練馬師時期
薛寶力退役後，決定在德國設倉練馬。2016年年中，薛寶力在德國獲發練馬師牌照，正式展開其事業的新一頁。2017年4月2日，薛寶力在德國霍珀加滕馬場第六場賽事憑 Flemish Duchesse取得從練以來首場頭馬勝仗。 2017年4月23日，薛寶力在德國克雷菲爾德馬場第七場賽事憑「將令」攻下三級賽布崇紀念錦標，贏得從練以來首場級際賽頭馬。 

## 從騎期間主要勝出賽事
德國
- 巴登大賽（英语：Grosser Preis von Baden） - (1) - 虎山行 (1998)

- 巴伐利亞大賽（英语：Bayerisches Zuchtrennen）- (1) - 虎山行 (1999)

- 拜仁大賽（英语：Grosser Preis von Bayern） - (1) - 信必好 (2001)

- 德國打吡大賽（英语：Deutsches Derby） - (1) - 思樂驥 (2004)

- 戴安娜錦標（英语：Preis der Diana） - (1) - Amarette (2004)

- 格陵錦標（英语：Gerling-Preis） - (2) - Ferrari (1998)、虎山行 (1999)

- 德國二千堅尼（英语：Mehl-Mülhens-Rennen） - (1) - 信必達 (1999)

- 高賓軒錦標（英语：Union-Rennen） - (2) - 信必好 (2001)、坦克戰駒 (2005)

- 艾根錦標（英语：Oettingen-Rennen） - (1) - Zarewitsch (2002)

- 巴登經濟錦標（英语：Grosser Preis der Badischen Wirtschaft.） - (2) -  Simoun (2002)、Arcadio (2006)

- 漢沙錦標（英语：Hansa-Preis） - (2) - Simoun (2002)、火鳥狂想 (2009)

- 德國一千堅尼（英语：German 1,000 Guineas） - (1) - Diacada (2003)

- 金馬鞭錦標（英语：Goldene Peitsche） - (4) - 威風霸 (2004)、凌駕力 (2006)、超分量 (2008)、戰地畫家 (2009)

- 巴登一哩錦標（英语：Badener Meile） - (1) -  Idealist (2006)

- 千里錦標（英语：Meilen-Trophy） - (2) - Arcadio (2006)、King of Sydney  (2009)

- 奧連達大賽（英语：Oleander-Rennen） - (2) - 火鳥狂想 (2009)、高山騰龍 (2011)

- 漢堡一哩錦標（英语：Hamburger Meile） - (2) - Sinyar (1995)、不容冒犯(2000)

- 樂度錦標（英语：Flieger Trophy） - (3) -  偉奇 (1996)、Key to Pleasure (2007)、超分量 (2008)

- 菲爾斯登堡錦標（英语：Fürstenberg-Rennen） - (4) -  March Groom (1997)、Sword Local (2000)、Lyonels Glory (2004)、Waleria (2006)

- 麥茨樂銀行春季錦標（英语：Frühjahrs Dreijährigen-Preis） - (2) - Nadour Al Bahr (1998)、Imperioso (1999)

- 漢堡雌馬一哩錦標（英语：Hamburger Stutenmeile） - (4) - Voodoo Lounge (1998)、Kimbajar (2001)、Molly Art (2006)、Touch My Soul (2007)

- 冬季熱門錦標（英语：Preis des Winterfavoriten） - (2) - 信必達 (1998)、飛鷹遨翔 (2002)

- 艾亨大賽（英语：Preis der Deutschen Einheit） - (2) -  Terek (1999)、Limerick Boy (2001)

- 歐洲盃（英语：Euro-Cup） - (2) - Catella (1999)、Denaro (2001)

- 鮑殊紀念錦標（英语：Dr. Busch-Memorial） - (2) - 信必達 (1999)、Assiun (2004)

- 漢森錦標（英语：Hessen-Pokal） - (2) -  Catella (1999)、滑雪勝地 (2004)

- 春季一哩錦標（英语：Frühjahrs-Meile） - (1) - Power Flame (2000)

- 儲蓄銀行集團錦標（英语：Preis der Sparkassen-Finanzgruppe） - (3) - 人工美鑽 (2001)、Wiesenpfad (2009)、前衛先鋒 (2011)

- 巴登符騰堡錦標（英语：Baden-Württemberg-Trophy） - (1) - Deva (2004)

- 戴安娜錦標預賽（英语：Diana-Trial） - (2) - Amarette (2004)、Scatina (2007) * (賽事於2007年為二級賽，期後於2022年由二級賽降格為三級賽)

- 杜塞爾多夫大賽（英语：Grosser Preis der Landeshauptstadt Düsseldorf） - (1) - Wiesenpfad (2006)

- 巴伐利亞經典賽（英语：Bavarian Classic） - (1) -  Imonso (2006)

 意大利
- 共和國總統大賽（英语：Premio Presidente della Repubblica） - (1) - 寶伶俐 (2001)

- 米蘭大賽（英语：Gran Premio di Milano） - (1) -  寶伶俐 (2001)

- 德斯奧錦標（英语：Premio Federico Tesio） - (1) -  大運來 (2002)

- 意大利橡樹大賽（英语：Oaks d'Italia） -(1) - Meridiana (2003)

- 意大利馬會金盃（英语：Gran Premio del Jockey Club） -  (1) - 思樂驥 (2004)

- 里博錦標（英语：Premio Ribot） - (1) - 飛鷹遨翔 (2004)

- 維托里奧卡普阿錦標（英语：Premio Vittorio di Capua） - (1) - 紅運杜拜 (2015)

- 柏士錦標（英语：Premio_Primi_Passi）- (1) -  Stolzing (2001)

- 卡洛維托甸尼錦標（英语：Premio Carlo Vittadini） - (2) - Walzerkoenigin (2003)、太陽星座 (2007)

- 翁布里亞錦標（英语：Premio Carlo e Francesco Aloisi） - (1) - 超分量 (2008)

- 奧文勞尼錦標（英语：Premio Omenoni） - (1) - 威風霸 (2004)

 法國
- 森林大賽（英语：Prix de la Forêt） - (1) - 魔法師 (1996)

- 聖格盧準則大賽（英语：Critérium de Saint-Cloud） - (1) - Paita (2004)

- 高諾伊錦標（英语：Prix Chloé） - (1) - Walzerkoenigin (2002)

- 平等錦標（英语：Prix Isonomy） - (1) - All Shamar (2011)

- 蒙特托錦標 - (1) - Sir Oscar (2011) [13]

 土耳其
- 托卡比錦標（英语：International Topkapi Trophy） - (1) - 寶利來 (2005)

- 博斯普魯斯盃（英语：International Bosphorus Cup） -  (2) - 新力士 (2005)、步爽利 (2007)

 美國
- 雅靈頓百萬金大賽（英语：Arlington Million） - (1) - 星運來 (2001)

 香港
- 女皇盃 - (1) - 星運來 (2001)

- 精英盃 - (1) - 喜蓮標緻 (2014)

 日本
- 絲路錦標 - (1) - 堅蘭天鵝 (2004)

## 在港策騎成績
| 年度        | 冠 | 亞  | 季  | 殿  | 第五 | 出賽次數 | 所贏獎金（港元） | 備註     |
| ----------- | -- | --- | --- | --- | ---- | -------- | ---------------- | -------- |
| 2001 - 2002 | 6  | 5   | 6   | 9   | 3    | 84       | $3,905,750       | 策騎首季 |
| 2002 - 2003 | 5  | 5   | 5   | 3   | 7    | 78       | $7,607,120       | 第2季    |
| 2009 - 2010 | 4  | 10  | 7   | 7   | 9    | 121      | $4,774,750       | 第3季    |
| 2011 - 2012 | 11 | 9   | 22  | 14  | 12   | 172      | $10,762,000      | 第4季    |
| 2012 - 2013 | 13 | 28  | 23  | 17  | 30   | 398      | $16,093,700      | 第5季    |
| 2013 - 2014 | 14 | 26  | 39  | 34  | 35   | 458      | $19,634,125      | 第6季    |
| 2014 - 2015 | 15 | 23  | 21  | 22  | 23   | 363      | $15,232,512      | 第7季    |
| 總計        | 62 | 106 | 123 | 106 | 119  | 1,674    |                  |          |

## 從練期間主要勝出賽事
德國
- 千里錦標（英语：Meilen-Trophy） - (1) - 將令 (2017)

- 奧連達大賽（英语：Oleander-Rennen） - (1) - 李伯狂言 (2021)

- 高賓軒錦標（英语：Union-Rennen） - (1) - Best Of Lips (2021)

- 巴登一哩錦標（英语：Badener Meile） - (2) - Jin Jin (2021) 、最佳閃電 (2022)

- 漢森錦標（英语：Hessen-Pokal） - (1) - Veneto (2017)

- 鮑殊紀念錦標（英语：Dr. Busch-Memorial） - (2) - 將令 (2017)、Best Of Lips (2020)

- 德國聖烈治錦標（英语：Deutsches St. Leger） - (1) - 體貼入微 (2018)

- 冬季熱門錦標（英语：Preis des Winterfavoriten） - (1) - Best Of Lips (2020)

## 成就
- 德國冠軍騎師 - (3) - (2002年、2004年及2006年)
- 國際騎師錦標賽亞軍 - (2) - (2002年、2006年)

## 個人生活
薛寶力於2013-2014年度香港馬季休季期間，於奧地利與拍拖多年的女朋友Natascha Knabl註冊結婚。

## 外部連結
- 騎師資料 薛寶力 （页面存档备份，存于）
- 薛寶力剛戰墮馬 （页面存档备份，存于）

1. 1 2 3 4  .   [2015-03-19]. （原始内容存档于2015-03-09）.
2. ↑  .   [2020-09-18]. （原始内容存档于2019-02-13）.
3. ↑  http://www.hkjc.com/chinese/corporate/racing_news_item.asp?in_file=/chinese/news/2014-06/news_2014060801751.html （页面存档备份，存于） 「喜蓮標緻」攻下太子珠寶鐘錶精英盃
4. ↑  .   [2015-03-29]. （原始内容存档于2015-04-02）.
5. ↑  .   [2015-03-29]. （原始内容存档于2015-04-02）.
6. ↑  http://www.hkjc.com/chinese/corporate/racing_news_item.asp?in_file=/chinese/news/2015-06/news_2015061501629.html （页面存档备份，存于） 牌照委員會的決定
7. 1 2  http://hk.apple.nextmedia.com/realtime/racing/20151208/54510424 （页面存档备份，存于） 不獲香港馬會續牌！薛寶力重臨 自揭搵到份筍工
8. ↑  http://anglogermanracing.com/en/?p=1180 （页面存档备份，存于） DREAM START FOR ROOKIE TRAINER SUBORICS
9. ↑  薛寶力盼派馬征港 http://www.singpao.com.hk/index.php?fi=news6&id=28086 （页面存档备份，存于）
10. ↑  http://www.singpao.com.hk/index.php?fi=news6&id=27255 （页面存档备份，存于） 薛寶力轉行從練
11. ↑  【騎而優則練】薛寶力轉行從練贏G3 http://racing.on.cc/news.html?id=20170424094653 （页面存档备份，存于）
12. ↑  曾墮馬接受腦部手術 45歲薛寶力轉行練馬都掂！http://hk.apple.nextmedia.com/realtime/racing/20170424/56605983 （页面存档备份，存于）
13. ↑  .   [2022-08-15]. （原始内容存档于2022-08-15）.